# Дејзи (Северна Дакота)
Дејзи (енгл. Dazey) град је у америчкој савезној држави Северна Дакота.

## Демографија
По попису из 2010. године број становника је 104, што је 13 (14,3%) становника више него 2000. године.
| Група             | 2000.       | 2010.       |
| Белци             | 91 (100,0%) | 100 (96,2%) |
| Афроамериканци    | 0 (0,0%)    | 0 (0,0%)    |
| Азијати           | 0 (0,0%)    | 0 (0,0%)    |
| Хиспаноамериканци | 0 (0,0%)    | 2 (1,9%)    |
| Укупно            | 91          | 104         |